# Прихода Ярослава Василівна
Ярослава Василівна Прихода — українська видавниця, педагог, доцент, кандидат філологічних наук.

## Біографічні відомості
Народилася на Львівщині. Закінчила факультет журналістики та аспірантуру Львівського університету. Працювала в багатотиражній газеті, редакційно-видавничому відділі Університету, асистентом, доцентом кафедри мови засобів масової інформації факультету журналістики.
Викладала в Яґеллонському університеті. Розробляла і викладала курси Комунікація і медії в Центрі розвитку магістерських програм Львівського національного університету ім. Івана Франка, Співавторка міждисциплінарної магістерської програми «Європейські студії», розробила і читала курс Основи європеїстики для журналістів.
Стажувалася в редакції Енциклопедії української діяспори (Чикаго, 2003). Брала участь у міжнародних програмах: Міжнародна літня школа Media Literacy (Київ, 2006, Львів, 2007), Програма "Політика та програми сусідства ЄС" (Брюссель, 2006), Міжнародна літня школа Urban Study (Львів, 2004—2006). Дванадцять років за сумісництвом працювала головним редактором львівського видавництва «Літопис».
З 1 вересня 2008 року — доцент кафедри видавничої справи і редагування Інституту журналістики Київського національного університету ім. Тараса Шевченка.
Член Національної Спілки журналістів від 1993 року. 
Автор понад 40 наукових публікацій. 
Тема кандидатської дисертації «Концепт Європа в українській публіцистиці: конгнітивно-лінгвістичні аспекти».

## Відзнаки
- Лауреатка Медалі Ґарета Джонса (2019)